# Esbat
Die Esbate sind neuheidnische Festtage und Rituale in der Hexenreligion und im Wicca. Sie werden zu Ehren der Göttin in Vollmondnächten (manchmal auch in Schwarzmondnächten) gefeiert. Im Hexenglauben ist der Esbat ein Arbeitstag (im Gegensatz zum Hexensabbat als Feiertag). Da für die magische Arbeit die Energie des Vollmondes ausgenutzt wird („Herabziehen des Mondes“), handelt es sich um lunare Festtage.

## Begriff und historischer Hintergrund
Der Begriff esbat stammt aus dem Altfranzösischen und wird in Akten der Hexenprozesse als Begriff für ekstatisch-sexuelle Teufelsanbetungen durch vermeintliche Hexen verwendet. Margret Murray konstruierte auf dieser Grundlage in ihrem Buch „The Witch Cult in Western Europe“ (1921) die heutige Bedeutung des Esbat-Rituals in der Hexenreligion. Während der Jahreskreislauf von den Kelten übernommen wurde, gibt es keine Hinweise darauf Esbate selbst Teil der keltischen Kultur waren. Es wird davon ausgegangen, dass diese heidnischen Ursprung haben und aus der Idee abgeleitet sind, dass die Mondphasen für Druiden, welche Astrologie betrieben haben, eine Rolle spielten. Die Verehrung des Mondes gehört zu den ältesten überlieferten rituellen Festlichkeiten. Es gibt Nachweise, dass bereits vor vierzigtausend Jahren entsprechende Mondkalender verwendet wurden, während die ältesten überlieferten Sonnenkalender lediglich zwölftausend Jahre alt sind.

## Esbat-Ritual
Es gibt zahlreiche unterschiedliche Varianten des Rituals. Das Grundritual setzt sich aus verschiedenen Schritten zusammen, die beispielsweise mit einer körperlichen und seelischen Reinigung beginnen. Anschließend wird die Mondgöttin angerufen, der „Mond herabgezogen“ und eine meditative Phase eingeleitet. Die Zeremonie endet mit einem Abschiedsritual und der Aufnahme von Nahrung.

## Namen des Esbate
Jeder Vollmond bzw. Kalendermonat hat einen Namen, der auf alte keltische Traditionen aus dem mittelalterlichen England zurückgehen soll. Die teils sehr ungenauen Übersetzungen ins Deutsche stammen offenbar von der deutschen Hexe Saphiro de Mabon aus dem Jahre 2004:
1. Wolfsmond (Wolf Moon) – Januar
2. Sturm-Mond (Storm Moon) – Februar
3. Reiner Mond (Chaste Moon) – März
4. Saat-Mond (Seed Moon) – April
5. Hasen-Mond (Hare Moon) – Mai
6. Zwei-Einigkeitsmond (Dyad Moon) – Juni
7. Honigwein-Mond (Mead Moon) – Juli
8. Schicksals-Mond (Wort Moon) – August
9. Gersten-Mond (Harvest Moon) – September
10. Blutmond (Blood Moon) – Oktober
11. Schneemond (Fog Moon) – November
12. Eichen-Mond (Oak Moon) – Dezember

Dazu kommt in manchen Jahren als 13. Mond der sogenannte Blaue Mond, dem besondere magische Kraft zugesprochen wird. Dieser ist nicht fest in den Ablauf eingeordnet, sondern wird in jenem Monat gefeiert, in dem zwei Vollmondnächte vorkommen.